# Polydontes
Polydontes é um gênero de gastrópodes terrestres Pulmonata neotropicais pertencentes à família Pleurodontidae (antes entre os Camaenidae).

## Descrição da concha e taxonomia
Suas conchas são circulares, quando vistas por cima ou por baixo, brancas a acastanhadas, geralmente sem umbílico aparente e com a espiral baixa. A denominação Polydontes surgiu porque a primeira espécie do gênero, Polydontes imperator, apresentava em sua abertura uma série de projeções dentiformes, sendo descrita por Pierre Denys de Montfort, em 1810.

## Espécies e distribuição geográfica
Este gênero contém as seguintes espécies, distribuídas pelo Caribe. Alguns autores as colocam nos subgêneros Granodomus, Parthena ou Luquillia que, por vezes, recebem denominação de gênero, como é o caso de Granodomus lima ( = Polydontes lima):
- Polydontes acutangula (Burrows, 1815) - Porto Rico
- Polydontes apollo (Pfeiffer, 1860) - Cuba
- Polydontes imperator (Montfort, 1810) - Cuba
- Polydontes lima (Ferussac, 1821) - Porto Rico
- Polydontes luquillensis (Shuttleworth, 1854) - Porto Rico
- Polydontes natensoni C. de la Torre, 1938 - Cuba[9]
- Polydontes perplexa (Ferussac, 1821) - Pequenas Antilhas
- Polydontes pychnuchus (Muller, 1774) - Guadalupe, Martinica
- Polydontes sobrina (Férussac, 1819) - Cuba
- Polydontes torrei (Pilsbry, 1938) - Cuba
- Polydontes undulata (Ferussac, 1821) - Haiti (provavelmente extinto)